# Lorenz Hackenholt
Lorenz Hackenholt, född 25 juni 1914 i Gelsenkirchen, död 31 december 1945, var en tysk SS-Hauptscharführer.

## Biografi
Efter att ha tjänstgjort inom Nazitysklands eutanasiprogram Aktion T4 kom Hackenholt 1942 till förintelselägret Bełżec. I Bełżec skötte Hackenholt de dieselmotorer som användes för att förse gaskamrarna med gas. Han hade även uppsikt över krematorierna.
Efter andra världskrigets slut försvann Hackenholt spårlöst. Enligt uppgift skall han ha dött i slutet av år 1945, men omständigheterna kring hans död är oklara. Västtyska myndigheter dödförklarade Hackenholt officiellt 1954; hans död anses ha ägt rum den 31 december 1945.

## Äktenskap
Hackenholt var gift med Ilse Zillmer (född 1912).